# المعين (شبام كوكبان)

تعديل مصدري - تعديل

المعين هي إحدى قرى عزلة الأهجر بمديرية شبام كوكبان التابعة لمحافظة المحويت، بلغ تعداد سكانها 672 نسمة حسب تعداد اليمن لعام 2004.